# Dinapate hughleechi
Dinapate hughleechi là một loài bọ cánh cứng trong họ Bostrichidae. Loài này được Cooper miêu tả khoa học năm 1986.